# Corpus of Early Keyboard Music
Corpus of Early Keyboard Music (Abk. CEKM) ist ein seit 1963 vom American Institute of Musicology herausgegebenes Sammelwerk zu alter Musik für Tasteninstrumente. Die Reihe wurde von Willi Apel begründet. Der erste Band war der Musik für Tasteninstrumente des 14. und 15. Jahrhunderts gewidmet.

## Inhaltsübersicht
- 1. Keyboard Music of the Fourteenth and Fifteenth Centuries, edited by Willi Apel.
- 2. Marco Facoli, Collected Works, edited by Willi Apel.
- 3. Giovanni Salvatore (1610–1675), Collected Keyboard Works, edited by Barton Hudson.
- 4. Hieronymus Praetorius (1560–1629), Magnificats, edited by Clare G. Rayner.
- 5. Bernardo Pasquini (1637–1710), Collected Works for Keyboard, edited by Maurice Brooks Haynes in 7 volumes.
  - 5.1 Vol. I [Capriccio (2), Fantasia, Ricercare (2), Canzona (3), Fuga, Sonata (2)].
  - 5.2 Vol. II Suites.
  - 5.3 Vol. III (Variations).
  - 5.4 Vol. IV (Variations, Passagagli).
  - 5.5 Vol. V (Toccatas).
  - 5.6 Vol. VI (Toccatas, Sonatas).
  - 5.7 Vol. VII (Figured Bass Sonatas, Misc. works).
- 6. Johannes of Lublin (16. Jh.), Tablature of Keyboard Music (1540), edited by John Reeves White in 6 volumes.
  - 6.1 Vol. I (Organ preambula, organ masses, mass ordinary sections).
  - 6.2 Vol. II Introits, Sequences, Hymns, Antiphons.
  - 6.3 Vol. III (Intabulations of motets and other sacred pieces).
  - 6.4 Vol. IV (French, German, and Italian compositions).
  - 6.5 Vol. V (Dances, Polish Songs, Untitled, and Unidentified Works).
  - 6.6 Vol. VI (Tones of the psalms and Magnificat, fundamentum examples, conclusiones, clausulae).
- 7. Bernardo Storace (17. Jh.), Selva di varie compositioni d’intavolatura per cimbalo ed organo, revised edition, edited by Barton Hudson.
- 8. Keyboard Dances from the Earlier Sixteenth Century, edited by Daniel Heartz.
- 9. Costanzo Antegnati (1549–1624), L’Antegnata. Intavolatura de Ricercari de Organo (1608), edited by Willi Apel.
- 10. Keyboard Music from Polish Manuscripts (17. Jh.), edited by Jerzy Golos and Adam Sutykowski.
  - 10.1 Vol. I Organ chorales of Nicolaus Hasse and Ewaldt.
  - 10.2 Vol. II Organ chorales of Heinrich Scheidemann und Franz Tunder.
  - 10.3 Vol. III Fantasias from Ms 300. R. Vv., 123, Archiwum Wojewódzkie, Gdańsk.
  - 10.4 Vol. IV Organ music by D. CATO, J. PODBIELSKI, M. WARTECKI, P. ZELECHOWSKI and anonymous composers.
- 11. Gregorio Strozzi (frühes 17. Jh.bis nach 1687), Capricci da sonare cembali et organi (1687), edited by Barton Hudson
- 12. Ercole Pasquini (* ca. 1560), Collected Keyboard Works, edited by W. Richard Shindle.
- 13. Johann Ulrich Steigleder (1593–1635), Compositions for Keyboard, edited by Willi Apel and Collaborators in 2 volumes
  - 13.1 Vol. I Tabulator Buch Dass Vatter Unser 1627.
  - 13.2 Vol. II Ricercar Tabulatura 1624.
- 14. Spanish Organ Music after Antonio de Cabezon, edited by Willi Apel.
- 15. Michelangelo Rossi (1601/2–1656), Works for Keyboard, edited by John R. White.
- 16. Adam Reincken (1623–1722), Collected Keyboard Works, edited by Willi Apel.
- 17. The Tabulature of Celle, 1601. A Collection of Early German Organ Chorales, edited by Willi Apel.
- 18. Christopher Gibbons (1615–1676), Keyboard Compositions, edited by John Caldwell.
- 19. Elizabeth Rogers, Hir Virginall Booke (1656) (British Museum. Add. Ms 10337), edited by George Sargent.
- 20. Giovanni Paolo Cima (* ca. 1570), Partito de Ricercari & Canzoni alla Francese (1606), edited by Clare G. Rayner.
- 21. Benedict Schultheiss, Muth- und Geist-Ermuntrender Clavier-Lust, 1679–1680, edited by Richard Hudson.
- 22. Antonio Mortaro, Primo libro de canzoni da sonare, Venice 1600, edited by Gabriella Gentili (Verona).
- 23. Delphin Strunck und Peter Mohrhardt (17. Jh.), Original Compositions for Organ, edited by Willi Apel.
- 24. Neapolitan Keyboard Composers (ca. 1600), edited by Roland Jackson.
- 25. Simon Lohet (ca. 1550–1611), Compositions for Organ, edited by Larry W. Peterson.
- 26. Pieter Cornet (16th–17. Jh.), Collected Keyboard Works, edited by Willi Apel.
- 27. Samuel Mareschal (1554–1640), Selected Works, edited by Jean-Marc Bonhôte.
- 28. The Anders von Düben Tabulature, edited by John Irving. Uppsala, University Library, Instr. Mus. I. Hs. 408.
- 29. (noch nicht veröffentlicht)
- 30. Girolamo Frescobaldi (1583–1643), Keyboard Compositions Preserved in Manuscripts, edited by W. R. Shindle in 3 volumes.
  - 30.1 Vol. I Toccatas.
  - 30.2 Vol. II Capricci, canzoni, and other contrapuntal compositions.
  - 30.3 Vol. III Hinni, partite, corrente.
- 31. José Jiminez († 1678), Collected Organ Compositions, edited by Willi Apel.
- 32. Seventeenth-Century Keyboard Music in the Chigi Manuscripts of the Vatican Library, edited by Harry B. Lincoln in 3 volumes.
- 32.1 Vol. I Liturgical and Imitative Forms.
  - 32.2 Vol. II Toccatas, Dances, and Miscellaneous Forms.
  - 32.3 Vol. III Variation Forms.
- 33. Giovanni Maria Radino (* vor 1560), Il primo libro d’intavolatura di balli d'arpicordo, edited by Susan Ellingworth.
- 34. Annibale Padovano (ca. 1527–ca. 1575) and SPERINDIO BERTHOLDO (ca. 1530–1570), Compositions for Keyboard, edited by Klaus Speer.
- 35. Vincenzo Pellegrini (ca. 1560–ca. 1631), Canzoni de intavolatura d’organo fatte alla francese (1599), edited by Robert B. Lynn.
- 36. Christian Erbach (ca. 1570–1635), Collected Keyboard Compositions, edited by Clare G. Rayner in 5 volumes.
  - 36.1 Vol. I Ricercars.
  - 36.2 Vol. II Ricercars.
  - 36.3 Vol. III Fantasias, Fugues, Canzonas.
  - 36.4 Vol. IV Toccatas.
  - 36.5 Vol. V Introits, an Intonation, a Hymn, Magnificats, Kyries, Appendix.
- 37. Keyboard Music at Castell’ Arquato (mittleres 16. Jh.), edited by H. Colin Slim.
  - 37.1 Vol. I Dances and Dance Songs.
  - 37.2 Vol. II Masses, Magnificat, Liturgical Works, Dances, and Madrigals.
  - 37.3 Vol. III Ricercari, Mass Movements, Motet, Chanson, and Madrigal Arrangements
- 38. Giovanni Pichi (16th–17. Jh.), Collected Keyboard Works, edited by J. Evan Kreider.
- 39. The Mylau Tabulaturbuch, Forty selected compositions, edited by John R. Shannon.
- 40. An Anthology of Keyboard Music from a South-German Manuscript (München, Bayerische Staatsbibliothek, Ms Mus. 1581), edited by Clare G. Rayner in 3 volumes.
  - 40.1 Vol. I Miscellaneous Compositions.
  - 40.2 Vol. II Liturgical Compositions.
  - 40.3 Vol. III Miscellaneous Compositions and Fantasias.
- 41. Francesco Biancardi (1572?–1607), Costanzo Porta (ca. 1529–1601), Keyboard Compositions, edited by Bernhard Billete
- 42. Luigi Battiferri, Ricercari, edited by George G. Butler.
- 43. Giovanni Cavaccio, Sudori Musicali (1626), edited by J. Evan Kreider.
- 44. English Court & Country Dances of the Early Baroque, from MS Drexel 5612, edited by Hilda Gervers.
- 45. Hans Leo Hassler, Toccatas, edited by Stijn Stribos.
- 46. Ottavio Bariolla (1573–1619), Keyboard Compositions, edited by William Young.
- 47.1–47.4 noch nicht veröffentlicht
- 47.5 Claudio Merulo, Collected Keyboard Compositions, edited by Robert Judd and Frank Shelton in 6 volumes. Vol. V Messe d'intavolatura d'organo 1568.
- 48. Juan Cabanilles and his Contemporaries, Keyboard Music from the Felanitx Manuscripts, edited by Nels on Lee in 5 volumes. Vol. I.